# Sotiris Kaiafas
Sotiris Kaiafas (grec: Σωτήρης Καϊάφας)  (Mia Milia, 17 de desembre de 1949) és un exfutbolista xipriota de la dècada de 1970.
Fou 18 cops internacional amb la selecció xipriota. Pel que fa a clubs, fou jugador d'Omonia.
La temporada 1975-76 fou el Bota d'Or europeu amb 41 gols.
Fou escollit Golden Player de la UEFA representant Xipre.